# مقر عام

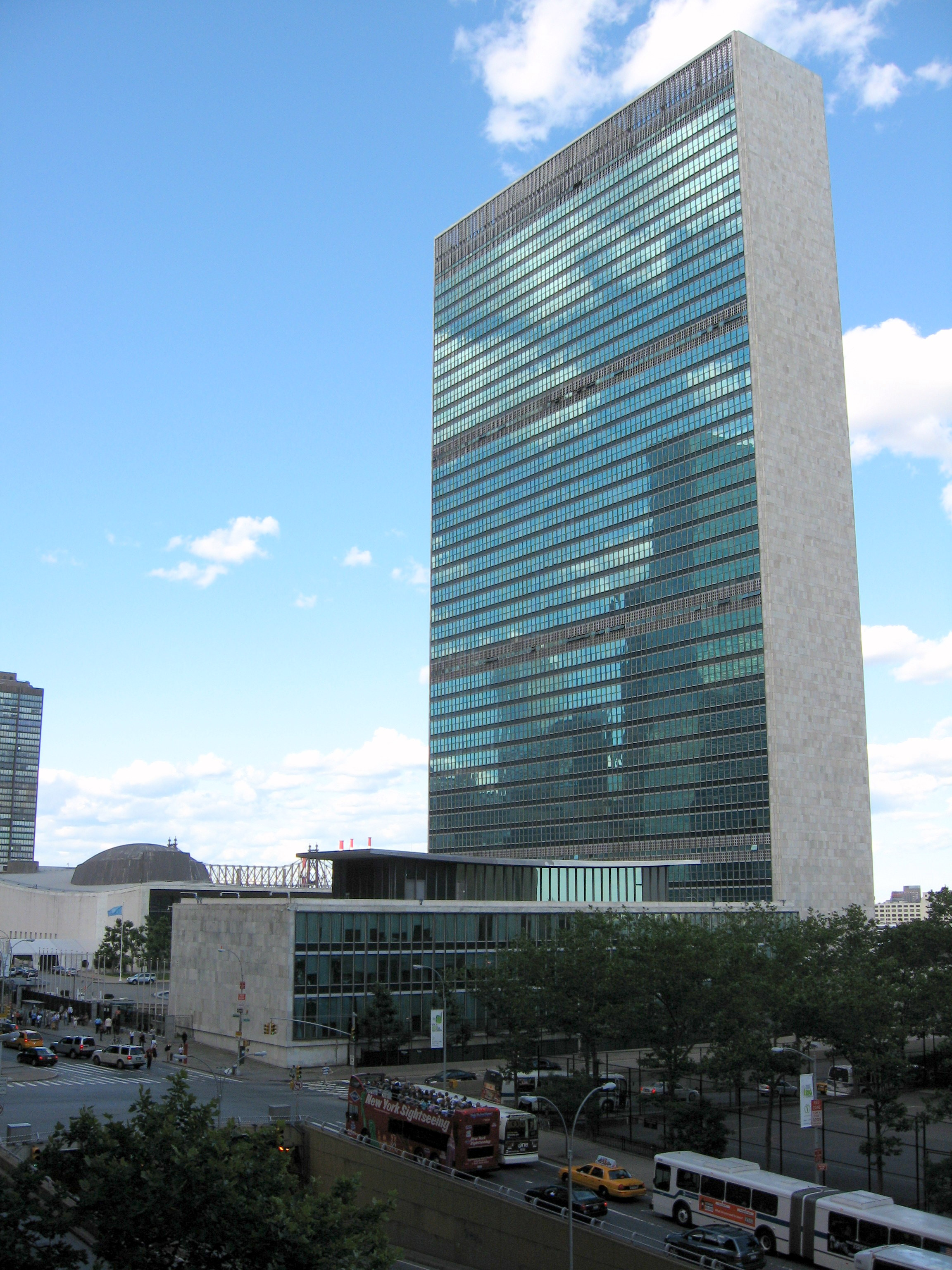

المقر العام والمقر الرئيسي لشركة هو مكان معرف في القوانين الأساسية للشركة والذي يمثل موقعها ويحدد انتمائها القانوني وجنسيتها.
المنشأت الإدارية هي مراكز إدارة وتنظيم الجيوش والمستشفيات و المدن العلمية والاقتصادية و التعليمية ويرمز لها اختصارا ب(HQ) بمعنى HeadQuarter أي المقر الرئيسي.

## أمثلة
- مركز الأمم المتحدة في نيويورك
- مركز التجارة العالمي في نيويورك
- الجيش وهي أنواع مثل :
- المقر الرئيسي التكتيكي Tactical HQ يستطيع التحرك بحرية كبيرة Mobile .
- المقر الرئيسي الأصل وهو ثابت ويسمى Main HQ .
- المقر الرئيسي التمويلي وهو بعيد عن المعارك ويسمى Logistic HQ .